# Carroll D. Kearns
Carroll Dudley Kearns (* 7. Mai 1900 in Youngstown, Ohio; † 11. Juni 1976 in Meadville, Pennsylvania) war ein US-amerikanischer Politiker. Zwischen 1947 und 1963 vertrat er den Bundesstaat Pennsylvania im US-Repräsentantenhaus.

## Werdegang
Im Jahr 1901 zog Carroll Kearns mit seinen Eltern nach New Castle in Pennsylvania, wo er die öffentlichen Schulen besuchte. Während der Endphase des Ersten Weltkrieges war er im Jahr 1918 Student im Army Training Corps, einer Ausbildungseinrichtung der US Army, die der University of Pittsburgh angegliedert war. Danach studierte er bis 1921 am Chicago Musical College Musik. Anschließend absolvierte er verschiedene andere Bildungseinrichtungen in Pennsylvania. Zwischen 1924 und 1947 war er in Illinois und Pennsylvania in verschiedenen Lehrer- und Verwaltungspositionen im Schuldienst beschäftigt. Eines seiner Hauptfächer war Musik. Auf diesem Gebiet trat er als Gastdirigent bei verschiedenen Militärkapellen auf. Von 1925 bis 1929 war er in Chicago auch im Baugewerbe tätig.
Politisch war Kearns Mitglied der Republikanischen Partei. Bei den Kongresswahlen des Jahres 1946 wurde er im 28. Wahlbezirk von Pennsylvania in das US-Repräsentantenhaus in Washington, D.C. gewählt, wo er am 3. Januar 1947 die Nachfolge von Robert L. Rodgers antrat. Nach sieben Wiederwahlen konnte er bis zum 3. Januar 1963 acht Legislaturperioden im Kongress absolvieren. Seit 1953 vertrat er dort als Nachfolger von Thomas E. Morgan den 24. Distrikt seines Staates. Ab 1959 saß er Mitglied im Ausschuss für Bildung und Arbeit. In seine Zeit im Kongress fielen unter anderem der Beginn des Kalten Krieges, der Koreakrieg und innenpolitisch die Bürgerrechtsbewegung.
Im Jahr 1962 wurde Carroll Kearns von seiner Partei nicht mehr zur Wiederwahl nominiert. Nach dem Ende seiner Zeit im US-Repräsentantenhaus arbeitete er bis 1970 im Handwerk. Danach zog er sich in den Ruhestand zurück. Er starb am 11. Juni 1976 in Meadville.